# Tharpyna speciosa
Espèce
Tharpyna speciosa est une espèce d'araignées aranéomorphes de la famille des Thomisidae.

## Distribution
Cette espèce est endémique de l'île Lord Howe.

## Description
La carapace du mâle holotype mesure 1,4 mm de long sur 1,3 mm et l'abdomen 1,7 mm de long sur 1,3 mm et la carapace de la femelle holotype mesure 1,6 mm de long sur 1,4 mm et l'abdomen 2,5 mm de long sur 2,2 mm.

## Publication originale
- Rainbow, 1920 : Arachnida from Lord Howe and Norfolk Islands. Records of the South Australian Museum, vol. 1, p. 229-272 (texte intégral).